# Jogos do Império Britânico de 1934
Os Jogos do Império Britânico de 1934  foram realizados em Londres, Inglaterra, entre 4 de agosto e 11 de agosto.

## Modalidades
- Atletismo
- Boxe
- Ciclismo
- Lawn Bowls
- Lutas
- Natação
- Saltos ornamentais

## Países participantes

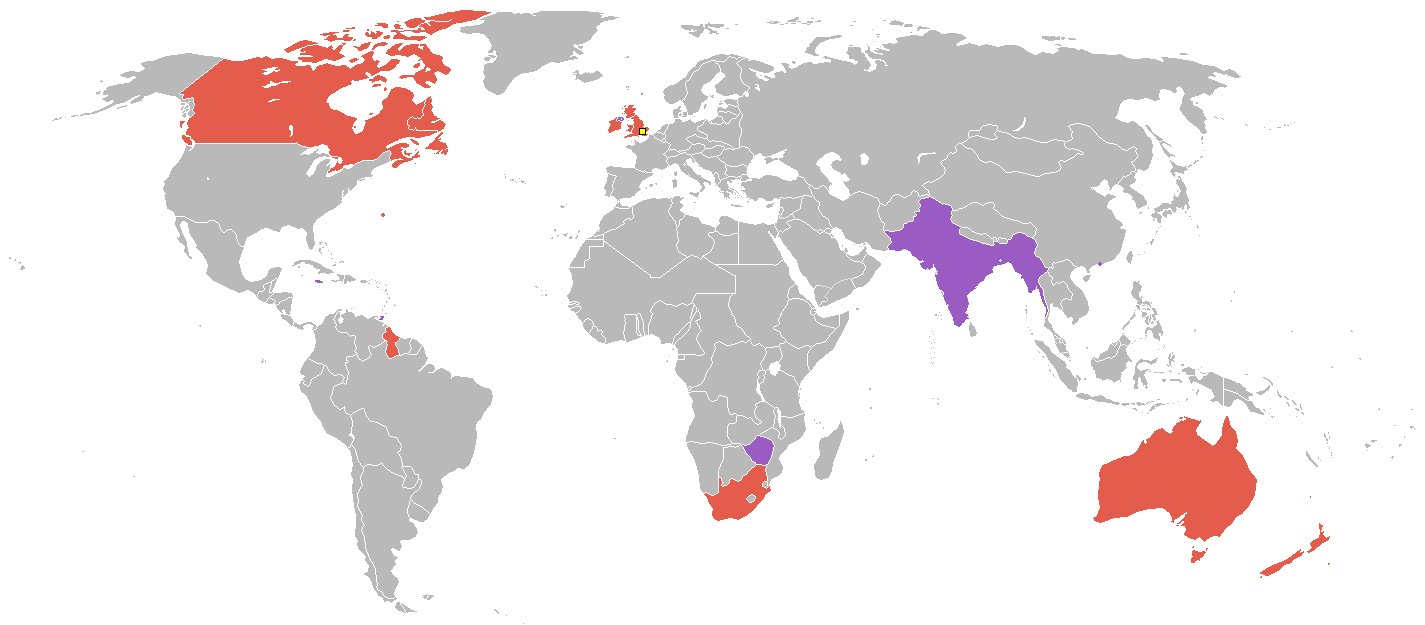
Nações participantes.

| - África do Sul - Austrália - Bermudas - Canadá - Escócia - Guiana Britânica - Índia - Inglaterra | - Irlanda - Irlanda do Norte - Jamaica - Nova Zelândia - País de Gales - Rodésia do Sul - Terra Nova |

## Medalhistas
| Ordem | País             | Medalha de ouro | Medalha de prata | Medalha de bronze | Total |
| ----- | ---------------- | --------------- | ---------------- | ----------------- | ----- |
| 1     | Inglaterra       | 29              | 20               | 24                | 73    |
| 2     | Canadá           | 17              | 25               | 9                 | 51    |
| 3     | Austrália        | 8               | 4                | 2                 | 14    |
| 4     | África do Sul    | 7               | 10               | 5                 | 22    |
| 5     | Escócia          | 5               | 4                | 17                | 26    |
| 6     | Nova Zelândia    | 1               | 0                | 2                 | 3     |
| 7     | Guiana Britânica | 1               | 0                | 0                 | 1     |
| 8     | País de Gales    | 0               | 3                | 3                 | 6     |
| 9     | Irlanda do Norte | 0               | 1                | 2                 | 3     |
| 10    | Jamaica          | 0               | 1                | 1                 | 2     |
| 11    | Rodésia do Sul   | 0               | 0                | 2                 | 2     |
| 12    | Índia            | 0               | 0                | 1                 | 1     |

     País sede destacado.